# CA Votuporanguense
CA Votuporanguense is een Braziliaanse voetbalclub uit de stad Votuporanga in de staat São Paulo in Brazilië. 

## Geschiedenis
De club werd opgericht in december 2009 en werd in 2010 een profclub. De stad zal al sinds 2000 na de verdwijning van AA Votuporanguense zonder grote voetbalclub. De club begon in de Segunda Divisão, de vierde klasse van het Campeonato Paulista. Na twee seizoenen in de subtop werd de club kampioen in 2012 en promoveerde zo naar de Série A3. Na een seizoen in de middenmoot miste de club in 2014 net de eindronde. In 2015 kon de club zich wel voor eindronde plaatsen en werd daar groepswinnaar, voor Juventus dat de reguliere competitie gewonnen had, en plaatste zich zo voor de finale tegen Taubaté. De club won thuis met 3-0 en begon zo aan een comfortabele voorsprong aan de terugwedstrijd, echter won Taubaté en werd zo kampioen, maar Votuporanguense promoveerde wel. In de Série A2 kon de club het behoud verzekeren in het eerste seizoen. In het tweede seizoen kon de degradatie maar nipt vermeden worden door een beter doelsaldo dan Velo Clube en Barretos. In 2018 won de club de Copa Paulista. In 2024 kon de club promotie afdwingen naar de Série A2

## Erelijst
Copa Paulista
2018